# Decazeville
Decazeville (or La Sala in Occitan) là một xã ở tỉnh Aveyron, thuộc vùng Occitanie ở miền nam nước Pháp.